# Воля-Локотова
Воля-Локотова (пол. Wola Łokotowa) — село в Польщі, у гміні Єжув Бжезінського повіту Лодзинського воєводства.
Населення — 127 осіб (2011).
У 1975-1998 роках село належало до Скерневицького воєводства.

## Демографія
Демографічна структура станом на 31 березня 2011 року:
|          | Загалом | Допрацездатний вік | Працездатний вік | Постпрацездатний вік |
| -------- | ------- | ------------------ | ---------------- | -------------------- |
| Чоловіки | 74      | 20                 | 50               | 4                    |
| Жінки    | 53      | 10                 | 30               | 13                   |
| Разом    | 127     | 30                 | 80               | 17                   |